# 지메이한
지메이한(중국어: 季美含, 병음: Jì Měihán, 한자음: 계미함, 1997년 11월 18일 ~)은 중화인민공화국의 배우이다.

## 출연작

### 드라마
- 2020년 후난위성텔레비전 금응독파극장 《녹수청산대소안》 - 리샤오시 역
- 2020년 텐센트 웹드라마 《장안소년행》 - 심접의 역
- 2020년 텐센트 웹드라마 《여세자 : The Heiress》 - 금자 역
- 2020년 망고 TV 웹드라마 《심동적순간》 - 쥔쥔 역
- 2021년 아이치이 웹드라마 《박통박통희환니》 - 예웨이미엔 역
- 2021년 아이치이 웹드라마 《연애식물종》 - 린티엔이 역
- 2022년 아이치이 웹드라마 《묘불기연》 - 우옌 역
- 2022년 아이치이 웹드라마 《야불기적천세대인》 - 천요요 역
- 2022년 텐센트 웹드라마 《외성여생시소칠2》 - 캔디 역
- 2022년 아이치이 웹드라마 《천금막효장》- 예위거 역
- 2023년 텐센트 웹드라마 《장생괴담부 : 여섯 개의 비극》 - 류여몽 역
- 2023년 아이치이 웹드라마 《래자미래적니 : 미래에서 온 너》 - 샤모 역
- 2023년 아이치이 웹드라마 《나만의 불청객》 - 쑤차오 역
- 2023년 아이치이 웹드라마 《료불기적견고귀 : 대단한 전가오구이》 - 전가오구이 역
- 2024년 아이치이 웹드라마 《월상조안》- 운조안 역